# Путници (филм)
Путници (енгл. Passengers) амерички је научнофантастични љубавни филм из 2016. године у режији Мортена Тилдама. Сценарио потписује Џон Спајтс, док су продуценти филма Стефен Хамел, Мајкл Маер, Нил Х. Мориц и Ори Мармур. Филмску музику је компоновао Томас Њуман.
Насловне улоге тумаче Џенифер Лоренс и Крис Прат, док су у осталим улогама Мајкл Шин, Лоренс Фишберн и Енди Гарсија. Светска премијера филма је била одржана 21. децембра 2016. у Сједињеним Америчким Државама. 
Буџет филма је износио 110 милиона долара, а зарада од филма је 303,1 милиона долара.

## Радња
Током рутинског путовања кроз свемир које их води према новом дому, двоје путника пробудиће се деведесет година раније, пре стизања на одредиште јер се брод покварио. Ускоро се Џим (Крис Прат) и Аурора (Џенифер Лоренс) суоче с чињеницом да ће остатак живота провести на броду где ће да уживају у свим благодетима које су икада могли да замисле, а убрзо се јављају и узајамне симпатије, све док не открију да се брод налази у смртоносној опасности. Уз животе пет хиљада путника за које одговарају, Џим и Аурора мораће да сарађују како би их све спасили.

## Улоге
| Глумац         | Улога         |
| -------------- | ------------- |
| Џенифер Лоренс | Аурора Лејн   |
| Крис Прат      | Џим Престон   |
| Мајкл Шин      | Артур         |
| Лоренс Фишберн | Гас Манкузо   |
| Енди Гарсија   | Капетан Норис |